# قلعه شیخان
قلعه شیخان، روستایی از توابع بخش کلاترزان شهرستان سنندج در استان کردستان ایران است . 

## جمعیت
این روستا در دهستان کلاترزان قرار دارد و براساس سرشماری مرکز آمار ایران در سال ۱۳۸۵، جمعیت آن ۲۲۱ نفر (۵۲خانوار) بوده‌است.